# Pedrona Torrens Soler
Pedrona Torrens Soler (Sa Pobla, 9 de febrer de 1952). És una artista i galerista mallorquina.
És diplomada en arts aplicades per l'Escola d'Arts i Oficis de Palma en 1975. Es llicencià en història de l'art per la Universitat de les Illes Balears en 1986.
En 1990 obrí la seva primera galeria d'art en el carrer de Sant Jaume d'Alcúdia on desenvolupà exposicions d'artistes espanyols, essent una de les dues galeries creades en aquesta ciutat.
Participà en diverses fires d'art contemporani per Europa com a Art Expo de Barcelona.
És membre de l'Associació de Galeristes de les Illes Balears. És membre del jurat del concurs de fotografia de Béjar (Salamanca). Com a galerista edità un catàleg sobre fars, titulat "Derrotero Barroco de las Islas Baleares" del pintor Eduardo Sanz.